# Wilamowice
Wilamowice (Wymysoü in vilamoviano, Wilmesau in tedesco) è un comune urbano-rurale polacco del distretto di Bielsko-Biała, nel voivodato della Slesia.
Ricopre una superficie di 56,72 km² e nel 2004 contava 14 888 abitanti. Dal 1975 al 1998 ha fatto parte del voivodato di Bielsko-Biała.

## Società

### Lingue e dialetti
La lingua vilamoviana, in pericolo di estinzione, è parlata a Wilamowice da circa 100 vilamoviani, in maggioranza anziani. Questa lingua era la principale usata in città fino ai primi anni del regime comunista (1945-1949), quando le autorità la proibirono.

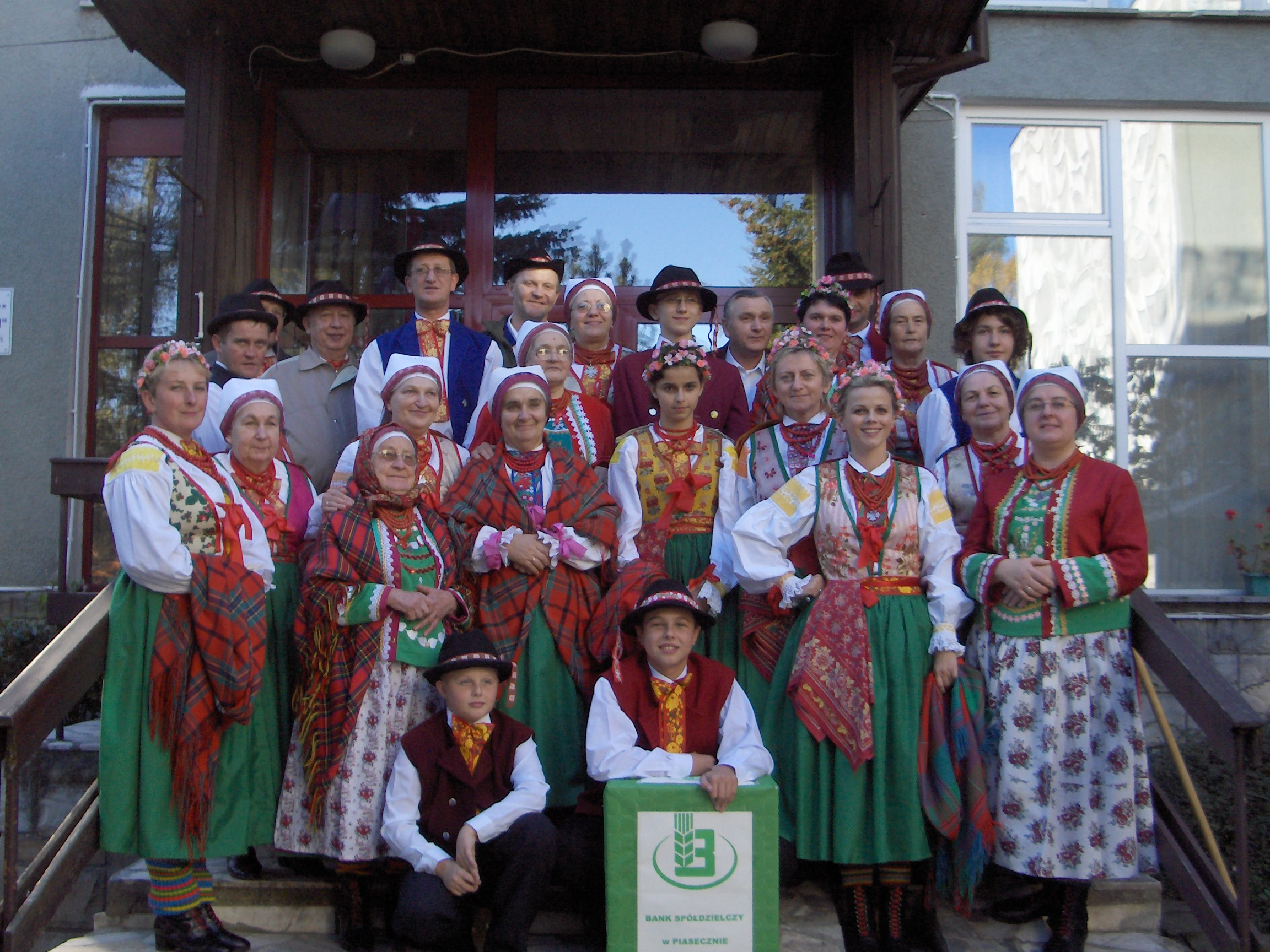
La banda musicale-danzante di Wilamowice